# Henny
Милош Стојковић (Београд, 22. септембар 1996), познатији као Henny (транскр.  Хени), српски је музички продуцент, композитор, текстописац и певач. Један је од оснивача музичке издавачке куће Генерација Зед. 

## Биографија

### Музички почеци (2013—2018)
Милош је рођен 1996. године у Београду. Одрастао је у родном граду, у ком је завршио Тринаесту гимназију. Музиком је почео да се бави још током средње школе, када је објављивао обраде песама других музичара, а након тога је кренуо да се бави продукцијом. Уметничко име Хени (енгл. Henny) је настало као хипокористик за пиће Хенеси.
Своју певачку каријеру је започео 2018. године, када је у марту објавио дует Неверна са Ванкијем. Хени је за ову песму радио текст и музику, као и микс и мастер. Месец дана касније, гостовао је на песми Све је у реду Фокса и Афера, а током године је објавио и три сингла — песме Душе ђавоље, Пума и Бројим ожиљке.

### Сарадња с Рељом и оснивање Генерације Зед (2018—2020)
Током 2018. године Хени се упознао и започео сарадњу са Рељом Торином. Њихов први дует, песма Горим, изашао је априла те године. Песма је била део Рељиног албума Сленг на ком је Хени радио пратеће вокале за песму Црно дете и музику и аранжман за песму Горим.
Један од првих заједничких пројеката са Рељом била је сарадња са Гастозом, за кога су Хени и Реља током 2018. направили песме Антидот, Аритмије и Катаклизма. Захваљујући комерцијалном успеху ових песама, Хени и Реља Торино су отворили студио заједно са Лименим, најпре са идејом да заједно раде на креирању песама за друге музичаре, а 12. фебруара 2019. године је сарадња довела је до покретања Генерације Зед, музичке продукцијске куће која ће окупљати младе и талентоване музичаре.
Те године је Хени објавио још један дует са Рељом — песму Балерина, а започео је сарадњу и са Војажем, са којим је објавио дуете Отрован и Сећања. Песма Отрован је убрзо након објављивања постала популарна и означила почетак сарадње двојице музичара која је настављена у наредним годинама.
Недуго потом уследиле су и сарадње са другим извођачима, па је Хени те године радио на компоновању и продуцирању више од десет песама за Слобу Радановића, Едиту, Андрију Јо, Инди и друге. Радио је и са осталим члановима Генерације Зед, између осталог и пет песама које су Војаж и Бресквица објавили те године (Trapstarz, Utopia, Требала, Врати ме, Буди ту).

### Рад у оквиру Генерације Зед (2020—2021)
Иако је пандемија вируса корона довела до обустављања наступа музичара, Хени је наставио са радом на музици, па је тако већ почетком априла 2020. године објавио сингл Сети ме се. Песму је радио заједно са Рељом, који је био задужен и за продукцију, а карактеристичан спот који прати песму снимљен је у карантинским условима и састоји се од појединачних видеа које су снимали сви чланови Генерације Зед. До краја месеца објавио је и сингл Шансе премале, а на лето и песму Превише глуме.
У том периоду радио је у студију Генерације Зед као главни продуцент, сарађујући са свим извођачима из лејбла, и углавном радећи музику са Војажем и Бресвицом, за које је током 2020. године урадио још четири нове песме — најпре је фебруара објављена песма C'est La Vie за коју је Хени радио микс и мастер, док је у јуну изашао њихов дует Безимена за који је Хени био задужен за продукцију, музику, микс и мастер. Новембра су Војаж и Бресквица објавили дуетску песму Панцир заједно са Тањом Савић коју је Хени продуцирао и компоновао, а крајем децембра је изашла песма Анђеле где је Хени такође био задужен за микс и мастер. Све четири песме су постале изузетно популарне, а дует са Тањом Савић има више од 47 милиона прегледа на Јутјубу.
Наредне године се Хени посветио певачкој каријери. Објавио је дует Мама, немој питати са Поповим, песму X6 са Лименим, а наставио је и сарадњу са Едитом, са којом је овог пута објавио дуетску песму Магла, на којој је по први пут сарађивао са македонским продуцентом Дарком Димитровом.
Априла је изашао његов сингл У БГ-у, а маја 2021. објавио је сингл Живот, песму коју је написао и за коју је снимио спот за само један дан. У јуну је објавио и песму Само на ноћ за коју је сам радио музику, текст је писао са колегама из продукцијске куће (Реља Торино, Лимени, Лаки Соса, Доротеа), док је за продукцију био задужен Bujaa Beats.

### Мејнстрим популарност (2022—данас)
Две године је био у вези са Махрином, српском певачицом и једном од финалисткиња музичког такмичења IDJ Show, а везу су раскинули фебруара 2022. године.
Хени је на лето 2022. године објавио је песму Мартини, са којом је те године наступао на Сунчаним скалама, а која је постала хит у бившим југословенским земљама. Занимљивост је да је песму иницијално радио за Гастоза, коме се песма није свидела те је Хени решио да је самостално објави. На креирању песме је радио са колегама из Генерације Зед — музику је радио сам Хени, текст је писао Реља Торино, аранжман Jhinsen, док је за микс и мастер био задужен Попов. Песма тренутно броји преко тридесет милиона прегледа на платформи Јутјуб и по објављивању је заузела прво место на свим трендинг листама на Балкану. Убрзо потом, исти тим радио је на стварању песме Bratz коју је Хени објавио септембра те године и која има више од 15 милиона прегледа на Јутјубу.
Песму Сава и Дунав, за коју је текст писао Реља Торино а Хени радио музику и аранжман, објавио је заједно са Бресквицом у новембру 2022. Дует је за кратко време постао најпопуларнија Хенијева песма и има преко 50 милиона прегледа на Јутјубу.
Хени је почетком 2023. године добио четири номинације за Music Awards Ceremony награде. Песма Магла је номинована за најбољу њу ејџ колаборацију, док је његов сингл Мартини покупио чак три номинације — за најбољу балкан треп нумеру, за најбољи музички спот, и за виралан видео.
Априла те године Хени је објавио дуетску песму са Зером Твоје име. Њих двоје су радили музику, текст су писали Реља и Лаки Соса, аранжман је радио Jhinsen, док је микс и мастер радио Попов. Као и претходне Хенијеве песме, и ова је за кратко време постигла популарност и више од пет милиона прегледа. Месец дана касније објавио је сингл Бејбе, а средином јуна изашао је још један дует са Бресквицом, Ко то тамо. У августу 2023. је објавио сингл Очи зелене, а месец дана касније и дует са Џејлом Рамовић, песму Ризик.

## Дискографија

### Синглови
- Све је у реду са Афером и Фоксом (2018)
- Неверна са Ванкијем (2018)
- Реп и град са Афером (2018)
- Душе ђавоље (2018)
- Пума (2018)
- Бројим ожиљке (2018)
- Горим са Рељом Торином (2018)
- Дупе са Рељом Торином (2019)
- Душмани са Перверзијом и Рељом Торином (2019)
- Комиран са Рељом Торином и Лакијем Сосом (2019)
- Балерина са Рељом Торином (2019)
- Сећања са Војажем (2019)
- Отрован са Војажем (2019)
- Сети ме се (2020)
- Шансе премале (2020)
- Превише глуме (2020)
- У БГ-у (2021)
- Живот (2021)
- Само на ноћ (2021)
- Србија до Токија са Рељом Торином (2021)
- Мама, немој питати са Поповим (2021)
- X6 са Лименим (2021)
- Магла са Едитом (2021)
- Мартини (2022)
- Bratz (2022)
- Сава и Дунав са Бресквицом (2022)
- Твоје име са Зером (2023)
- Бејбе (2023)
- Ко то тамо са Бресквицом (2023)
- Очи зелене (2023)
- Ризик са Џејлом Рамовић (2023)
- Шприцер (2024)
- Тајна веза" са  Џејлом Рамовић (2024)

### Као композитор
- Цвија, Кобрица, Милион (2019)
- Војаж, Бресквица, Бели град (2021)
- Цвија, За воланом (2021)
- Марина Висковић, Казабланка (2021)
- Реља Торино, Приђи (2022) - mixing engineer
- Махрина, Змија (2022)
- Реља Торино, Нешто у води (2022)
- Леонора, Зови ме (2022)
- Бресквица, Лептир (2022)
- Зера, Бараба (2022)
- Попов, Мики мики (2022)
- Зера, Калаши (2022)
- Попов, Чик погоди (2022)
- Реља Торино, Поповска, Кокакола (2022)
- Nucci, (2023). Automatti.
- Бресквица, Теодора, Дрифт (2023)
- Нући, Рајске кише (2023)
- Дерос, Врелеле (2023)
- Попов, Сузе у клубу (2023)

### Остало
| Година | Извођач                      | Песма                  | Улога                                              | Реф.   |
| ------ | ---------------------------- | ---------------------- | -------------------------------------------------- | ------ |
| 2018.  | MCN                          | Убила си моје ја       | пратећи вокали                                     | [ 36 ] |
| 2018.  | Звездана                     | Мета                   | текстописац, композитор                            | [ 37 ] |
| 2018.  | Гастоз                       | Антидот                | продуцент, текстописац, композитор, пратећи вокали | [ 38 ] |
| 2018.  | Нући                         | Грам                   | едитовање вокала, пратећи вокали                   | [ 39 ] |
| 2018.  | Нући                         | Блиндирано             | микс, мастер, пратећи вокали                       | [ 40 ] |
| 2018.  | Гастоз                       | Аритмије               | продуцент, текстописац                             | [ 41 ] |
| 2019.  | Гастоз, Alexandra            | Катаклизма             | продуцент, текстописац, пратећи вокали             | [ 42 ] |
| 2019.  | Андрија Јо                   | Журим                  | продуцент, микс, мастер, пратећи вокали            | [ 43 ] |
| 2019.  | Ивана Костић                 | Лутам                  | композитор                                         | [ 44 ] |
| 2019.  | Инди Арадиновић              | Plata o plomo          | продуцент, микс                                    | [ 45 ] |
| 2019.  | Нући                         | Hotline                | микс, мастер, пратећи вокали                       | [ 46 ] |
| 2019.  | Јосиф, Војаж                 | Trapstarz              | продуцент, микс, мастер                            | [ 47 ] |
| 2019.  | Кобрица, Нући                | Све због тебе          | микс, мастер                                       | [ 48 ] |
| 2019.  | Ана Лазаревић                | Немам домет            | продуцент, композитор                              | [ 49 ] |
| 2019.  | Слоба Радановић              | Тајне                  | продуцент, текстописац, композитор                 | [ 50 ] |
| 2019.  | Alexandra, Matrix Band       | Све је нестало за трен | продуцент, микс                                    | [ 51 ] |
| 2019.  | Брацо Гајић                  | Ниђе везе              | продуцент, микс, мастер, композитор                | [ 52 ] |
| 2019.  | Бресквица                    | Utopia                 | микс, мастер                                       | [ 52 ] |
| 2019.  | Војаж, MihaMih               | Требала                | микс                                               | [ 53 ] |
| 2019.  | Војаж, Бресквица             | Врати ме               | микс                                               | [ 54 ] |
| 2019.  | Војаж, Бресквица             | Буди ту                | мастер                                             | [ 55 ] |
| 2019.  | Едита Арадиновић             | Соба                   | композитор, микс, мастер                           | [ 56 ] |
| 2019.  | Реља Торино, Лаки Соса       | Сплендид               | микс, мастер                                       | [ 57 ] |
| 2019.  | Реља Торино, Лаки Соса       | Фавела                 | микс, мастер                                       | [ 58 ] |
| 2019.  | Реља Торино, Лаки Соса       | Prime                  | микс, мастер                                       | [ 59 ] |
| 2019.  | Реља Торино, Лаки Соса       | Комиран                | микс, мастер                                       | [ 60 ] |
| 2019.  | Реља Торино, Лаки Соса       | Диско кугла            | микс, мастер                                       | [ 61 ] |
| 2019.  | Реља Торино, Лаки Соса       | Гас, пи*ке и вутра     | микс, мастер                                       | [ 62 ] |
| 2020.  | Андрија Јо                   | Shtatelek              | текстописац, микс, пратећи вокали                  | [ 63 ] |
| 2020.  | Војаж, Бресквица             | C'est La Vie           | микс, мастер                                       | [ 64 ] |
| 2020.  | Малени                       | 192                    | миксинг                                            | [ 65 ] |
| 2020.  | Војаж, Бресквица             | Безимена               | продуцент, композитор, микс, мастер                | [ 66 ] |
| 2020.  | Анна, Андрија Јо             | Кисеоник               | продуцент                                          | [ 67 ] |
| 2020.  | Лимени                       | Параноја               | микс, мастер                                       | [ 68 ] |
| 2020.  | Брацо Гајић                  | Јурим                  | продуцент, микс, мастер                            | [ 69 ] |
| 2020.  | Марина Висковић              | Љуби ме ту             | продуцент                                          | [ 70 ] |
| 2020.  | Малени                       | Стерео                 | продуцент, текстописац                             | [ 71 ] |
| 2020.  | Војаж, Бресквица, Тања Савић | Панцир                 | продуцент, композитор                              | [ 72 ] |
| 2020.  | Бојана Радовановић           | Све ми дај             | продуцент, композитор, микс, мастер                | [ 73 ] |
| 2020.  | Војаж, Бресквица             | Анђеле                 | микс, мастер                                       | [ 74 ] |
| 2021.  | Реља Торино, Лаки Соса       | Хуракан                | микс, мастер                                       | [ 75 ] |
| 2021.  | Светозар                     | Неспретни              | микс, мастер                                       | [ 76 ] |
| 2021.  | Светозар                     | Yugoslavia             | текстописац, продуцент, микс, мастер               | [ 77 ] |
| 2021.  | Реља Торино                  | Где падају звезде      | микс                                               |        |
| 2022.  | Бресквица                    | Маска                  | продуцент                                          |        |
| 2022.  | Бресквица                    | Лутка                  | текстописац, продуцент                             |        |
| 2022.  | Зера                         | Олако                  | текстописац, продуцент                             | [ 78 ] |
| 2022.  | Нући                         | Бебо 3                 | едитовање вокала                                   |        |
| 2022.  | Нући                         | Опанци                 | едитовање вокала                                   | [ 79 ] |

## Награде и номинације
| Година | Награда               | Категорија          | Песма   | Исход      | Реф.   |
| ------ | --------------------- | ------------------- | ------- | ---------- | ------ |
| 2023.  | Music Awards Ceremony | Њу ејџ колаборација | Магла   | Номинација | [ 29 ] |
| 2023.  | Music Awards Ceremony | Балкан треп нумера  | Мартини | Номинација | [ 30 ] |
| 2023.  | Music Awards Ceremony | Музички видео       | Мартини | Номинација | [ 31 ] |
| 2023.  | Music Awards Ceremony | Вирални видео       | Мартини | Номинација | [ 32 ] |